# KBS 라디오 걸작선
KBS 라디오 걸작선은 KBS 제1라디오에서 방송된 역사프로그램이다.
방송시간은 매주 일요일 밤 10시 05분부터 10시 56분까지다. 2018년 5월 27일 자로 4년만에 폐지되었다.
| KBS 1라디오 일요일 프로그램 |                   |                      |
| 이전                        | KBS 라디오 걸작선 | 다음                 |
| KBS 뉴스 9 스포츠 스포츠    | KBS 라디오 걸작선 | 이주향의 인문학 산책 |
|                             |                   |                      |
|                             |                   |                      |

| KBS대구 1라디오 일요일 프로그램 |                   |                      |
| 이전                            | KBS 라디오 걸작선 | 다음                 |
| KBS 뉴스 9 스포츠 스포츠        | KBS 라디오 걸작선 | 이주향의 인문학 산책 |
|                                 |                   |                      |
|                                 |                   |                      |